# Полуночное солнце (балет)
«Полуно́чное со́лнце» (фр. Soleil de Nuit) — одноактный балет в постановке Л. Ф. Мясина на музыку Н. А. Римского-Корсакова к опере «Снегурочка», либретто балетмейстера и оформителя, сценография М. Ф. Ларионова. Впервые представлен 20 декабря 1915 года труппой Русский балет Дягилева в Гран театре, Женева.

## История создания
Согласно составленному Хартнхоллом списку сочинений Мясина, балетмейстер стал автором 82 балетов не включая дивертисменты, новые версии собственных сочинений и новые редакции балетов других хореографов. Поскольку первый балет Мясина «Литургия» так и не увидел свет рампы, его балетмейстерским дебютом считается «Полуночное солнце» (также «Ночное солнце» или «Полночное солнце», фр. Soleil de Minuit), созданное во время Первой мировой войны.
В условиях войны М. М. Фокин и Т. П. Карсавина задержались в Петербурге, В. Ф. Нижинский был интернирован в Венгрии. Со слов С. Л. Григорьева, в тот период С. П. Дягилев сформировал новую труппу без былых звёзд — Т. П. Карсавиной, М. М. Фокина и В. Ф. Нижинского, а также открыл новое поколение танцовщиков, многие из которых со временем стали знаменитостями, что режиссёр труппы приравнивал к подвигу. К этому новому поколению артистов относятся Лопухова, Чернышёва, Соколова и Немчинова; Мясин, Идзиковский, Гаврилов, Зверев, Кремнёв и Войциховский.
В те годы, когда Мясин начинал заниматься хореографией, в его ранних балетах «Полуночное солнце», «Кикимора» (1916) и «Русские сказки» (1917) «остро игровое скоморошье начало соседствовало со стилизацией в духе иконописи». Согласно мемуарам Мясина, Дягилев, который «оставаясь великим комополитом, всегда сохранял глубокую любовь к музыке родной страны», спросил о его мнении по поводу создания балета по опере Римского-Корсакова «Снегурочка». Мясин не был знаком с оперой, но когда Дягилев стал наигрывать её мотивы, музыка всколыхнула воспоминания артиста времён детства, и он ответил, что хорошо представляет себе постановку балета.
Выбору Ларионова в качестве оформителя декорацией и костюмов способствовал триумф Гончаровой на премьере «Золотого петушка» (1914), но кроме работы над сценографией художник активно участвовал в сочинении либретто и хореографии, «постоянно помогал Мясину советами при постановке танцев». Ларионов, слывший большим эрудитом, ознакомленным с трудами хореографов, предложил чтобы «действие строилось вокруг бога солнца Ярилы, которого крестьяне прославляют во время ритуальных обрядов и танцев, и чтобы оно было связано с легендой о Снегурочке, дочери Мороза, которой суждено было растаять от солнечного тепла, когда она влюбилась в человека».

## Премьеры
- 1915 — 20 декабря первое представление одноактного балета «Полуночное солнце» на благотворительном представлении для Красного Креста[13]. Музыка Н. А. Римского-Корсакова к опере «Снегурочка». Либретто М. Ф. Ларионова и Л. Ф. Мясина[2]. Декорация и костюмы М. Ф. Ларионова. Большой театр, Женева[1]. Дирижёр Э. Ансерме, режиссёр С. Л. Григорьев[3]. «Песню Леля» исполнила Зоя Розовская из Петрограда[13].

Главные действующие лица и исполнители:
- Снегурочка — Лидия Лопухова
- Полуночное солнце — Леонид Мясин
- Бобыль — Николай Зверев

После женевской премьеры балет был показан на втором благотворительном утреннике для Красного Креста 29 декабря того же года в театре Гранд-Опера́, Париж. «Выручка оказалась сенсационной». 19 января 1916 года балет был представлен в США в театре Сенчери, Нью-Йорк.
- 1918, 21 ноября — первый показ новой редакции в переработанной и расширенной версии в театре Колизеум, Лондон; композитор и оформитель как и в 1-й редакции[1][15]. Действующие лица и исполнители:
- Снегурочка — Лидия Лопухова
- Полуночное солнце — Леонид Мясин
- Бобыль — Николай Кремнёв[15]

«Полуночное солнце» исполнялось после возвращения Мясина в труппу Русский балет Дягилева. В разные годы роль Снегурочки исполняли Тамара Карсавина (1919) и Александра Данилова (1924—1929). После смерти Дягилева балет присутствовал в репертуаре 1930-х годов Русского балета полковника Василия де Базиля.

## Оценки
Женевская и парижская премьеры были тепло встречены публикой. С. Л. Григорьев писал, что первые показы в Женеве и Париже прошли успешно и оставили хорошее впечатление: «Фактически хореография представляла собою один непрерывный танец, для которого Мясин изобрёл множество интересных и разнообразных движений и связок. Успеху балета немало способствовали созданные Ларионовым красочные и оригинальные костюмы в древнерусском стиле — они отчётливо смотрелись на тёмно-синем с золотом заднике, — а также великолепная партитура Римского-Корсакова». Дебютанта ободрили положительные оценки коллег: Ларионова, Гончаровой, Лопуховой и Войциховского. Из-за громоздких, неудобных и затрудняющих действия танцовщиков костюмов Ларионова итальянский критик назвал постановку «экстравагантной и глупой». В дальнейшей оформительской работе художник учёл критику. В «Русских сказках» большая часть костюмов кордебалета уже отличалась простотой.
О своём первом реализованном опыте Мясин писал: «Успех „Полуночного солнца“ был достаточным, чтобы заставить меня серьёзно задуматься о хореографическом будущем, но избыток уверенности, которую я ощутил на миг, быстро исчез от дягилевского вялого комментария на реакцию публики: «Я не слышал, чтобы они сильно восторгались». Однако Григорьев передал адресованные Светлову слова Дягилева: «Вот видите, из талантливого человека можно во мгновение ока сделать хореографа!». Таким образом реакция членов труппы и эти слова Дягилева говорят о том, что балетмейстерский дебют Мясина обнадёживал, о чём писал Григорьев: «Как мы теперь поняли, Дягилев всегда стремился иметь под своим началом кого-то, кто мог бы воплотить в жизнь плоды его собственного воображения. <…> С Нижинским ему не повезло, но с Мясиным всё оказалось иначе. Мясин понимал всё с полуслова, и, после того как он дебютировал в „Полуночном солнце“, Дягилев уверился, что больше не нуждается ни в Фокине, ни в Нижинском».